# 三途の川の乳母車 (曲)
『三途の川の乳母車』（さんずのかわのうばぐるま）は1972年9月5日にビクター音楽産業（現・ビクターエンタテインメント〈二代目〉）から発売された橋幸夫の117枚目のシングル（SV-2292）である。

## 解説
- 劇画『子連れ狼』のイメージソングとして、作詞小池一雄、作曲吉田正で製作された橋の楽曲『子連れ狼』は、オリコンチャートで6週間（2週と4週連続）10位にランクされるなど、ロングセラーとなり、第14回日本レコード大賞・大衆賞を受賞した他、日本歌謡大賞特別賞、日本有線大賞郵政大臣賞、全日本有線放送大賞特別賞、全国民放ラジオ局歌謡ベストテン特別賞を受賞した。
- このヒットを受けて、その続編が、同じく小池一雄作詞、吉田正作曲で製作され、前作から9ヶ月後に『三途の川の乳母車』としてリリースされた。
- 本楽曲も、ヒット賞は獲得しているが、橋は「苦心して創ったが、前作以上のインパクトは出せなかった」と回顧している[2]。
- また、この年からかつて年10数枚のシングルを出し続けていた橋のシングルリリースが急減するが、そのきっかとして「子連れ狼」がロングヒットし、同一曲を半年にわたって歌い続けることになったことも一因とされるている[2]。
- 「三途の川の乳母車」も「子連れ狼」同様、橋の劇場公演のテーマとしてとりあげられ、毎年恒例となっていた歌舞伎座や新歌舞伎座公演などで演じられた。またこの頃から、「座長として何十人かを率いてやる公演に夢中」になっていった回顧している。[3]
- c/wの「大五郎子守唄」も同じく小池一雄作詞、吉田正作曲である。

## 収録曲
1. 三途の川子の乳母車
  - 作詞:小池一雄、作曲・編曲:吉田正
2. 大五郎子守唄
  - 作詞:小池一雄、作曲・編曲:吉田正

## 共演
みすず児童合唱団

## 舞台
- 歌舞伎座 1973年8月2日-8月29日
  - 橋幸夫 / 連続九回出演特別公演
    - 「三途の川の乳母車 子連れ狼第2弾」

・・他で複数回公演

## 収録アルバム
- 当時のＬＰでのベスト盤への収録はあるが、近年のＣＤ盤での収録はない。